# .fj
.fj is the domini territorial de primer nivell (ccTLD) per a Fiji.
Només és possible registrar en tercers nivells sota aquests subdominis de segon nivell:
- ac.fj
- biz.fj
- com.fj
- info.fj
- mil.fj
- name.fj
- net.fj
- org.fj
- pro.fj